# Liste der Bodendenkmäler in Allmannshofen
Auf dieser Seite sind die Bodendenkmäler in der schwäbischen Gemeinde Allmannshofen zusammengestellt. Diese Tabelle ist eine Teilliste der Liste der Bodendenkmäler in Bayern. Grundlage ist die Bayerische Denkmalliste, die auf Basis des Bayerischen Denkmalschutzgesetzes vom 1. Oktober 1973 erstmals erstellt wurde und seither durch das Bayerische Landesamt für Denkmalpflege geführt wird. Die folgenden Angaben ersetzen nicht die rechtsverbindliche Auskunft der Denkmalschutzbehörde.

## Bodendenkmäler der Gemeinde Allmannshofen

### Bodendenkmäler im Ortsteil Allmannshofen
| Lage                                        | Objekt | Akten-Nr.     | Bild           |
| ------------------------------------------- | --- | ------------- | -------------- |
| Allmannshofen (Standort)                    | Burgstall des Mittelalters.                                                                                          | D-7-7330-0040 |                |
| Allmannshofen (Standort)                    | Burgstall des Mittelalters.                                                                                          | D-7-7330-0041 |                |
| Allmannshofen Klosterstrasse 1–5 (Standort) | Kloster Holzen Frühneuzeitliche Befunde im Bereich des Klosters Holzen.                                              | D-7-7330-0042 | weitere Bilder |
| Allmannshofen (Standort)                    | Grabhügel der Bronzezeit.                                                                                            | D-7-7330-0044 |                |
| Allmannshofen (Standort)                    | Grabhügel vorgeschichtlicher Zeitstellung.                                                                           | D-7-7330-0045 |                |
| Allmannshofen (Standort)                    | Grabhügel vorgeschichtlicher Zeitstellung.                                                                           | D-7-7330-0047 |                |
| Allmannshofen (Standort)                    | Grabhügel vorgeschichtlicher Zeitstellung.                                                                           | D-7-7330-0048 |                |
| Allmannshofen (Standort)                    | Verebnete Grabhügel vorgeschichtlicher Zeitstellung.                                                                 | D-7-7330-0049 |                |
| Allmannshofen (Standort)                    | Grabhügel vorgeschichtlicher Zeitstellung.                                                                           | D-7-7330-0050 |                |
| Allmannshofen (Standort)                    | Wehranlage vor- und frühgeschichtlicher Zeitstellung.                                                                | D-7-7330-0063 |                |
| Allmannshofen (Standort)                    | Straßentrasse vor- und frühgeschichtlicher Zeitstellung.                                                             | D-7-7330-0179 |                |
| Allmannshofen (Standort)                    | Siedlung vor- und frühgeschichtlicher Zeitstellung.                                                                  | D-7-7330-0180 |                |
| Allmannshofen (Standort)                    | Siedlung der römischen Kaiserzeit und des Mittelalters.                                                              | D-7-7330-0183 |                |
| Allmannshofen (Standort)                    | Körpergräber vor- und frühgeschichtlicher Zeitstellung.                                                              | D-7-7330-0188 |                |
| Allmannshofen (Standort)                    | Straße der römischen Kaiserzeit.                                                                                     | D-7-7330-0231 |                |
| Allmannshofen Kirchstrasse 13 (Standort)    | Mittelalterliche und frühneuzeitliche Befunde im Bereich der Katholischen Pfarrkirche St. Nikolaus in Allmannshofen. | D-7-7330-0237 | weitere Bilder |
| Allmannshofen Klosterstrasse 1–5 (Standort) | Kloster Holzen Mittelalterliche und frühneuzeitliche Vorgängerbauten des Klosters Holzen.                            | D-7-7330-0238 | weitere Bilder |
| Allmannshofen (Standort)                    | Siedlung und Gräber der römischen Kaiserzeit.                                                                        | D-7-7330-0242 |                |
| Allmannshofen (Standort)                    | Gräber der Glockenbecherkultur.                                                                                      | D-7-7330-0253 |                |
| Allmannshofen (Standort)                    | Siedlung vor- und frühgeschichtlicher Zeitstellung.                                                                  | D-7-7330-0283 |                |
| Allmannshofen (Standort)                    | Abschnittsbefestigung vor- und frühgeschichtlicher oder mittelalterlicher Zeitstellung.                              | D-7-7330-0284 |                |
| Allmannshofen (Standort)                    | Siedlung vor- und frühgeschichtlicher Zeitstellung.                                                                  | D-7-7331-0009 |                |

### Bodendenkmäler im Ortsteil Ehingen
| Lage               | Objekt                                     | Akten-Nr.     | Bild |
| ------------------ | ------------------------------------------ | ------------- | ---- |
| Ehingen (Standort) | Grabhügel vorgeschichtlicher Zeitstellung. | D-7-7330-0052 |      |
| Ehingen (Standort) | Grabhügel vorgeschichtlicher Zeitstellung. | D-7-7330-0053 |      |